# Atlas Shrugged: Part I
Cet article concerne le film américain sorti en 2011. Pour le roman voir La Grève d'Ayn Rand, voir La Révolte d'Atlas.
Série
Atlas Shrugged: Part II
(2012)
Pour plus de détails, voir Fiche technique et Distribution.
Atlas Shrugged: Part I est un film américain réalisé par Paul Johansson et sorti en 2011. C'est la première partie de l'adaptation du roman La Grève d'Ayn Rand publié en 1957. 
Il connaitra deux suites : Atlas Shrugged: Part II (2012) et Atlas Shrugged: Part III (en) (2014).

## Synopsis
Dagny Taggart dirige avec son frère Jim la compagnie de chemin de fer Taggart Transcontinental. Elle se bat pour sauver son entreprise dans un monde qui s'écroule.

## Fiche technique
- Réalisation : Paul Johansson
- Scénario : John Aglialoro et Brian Patrick O'Toole, d'après le roman La Grève d'Ayn Rand
- Musique originale : Elia Cmiral
- Photographie : Ross Berryman
- Montage : Jim Flynn et Sherril Schlesinger
- Producteur : John Aglialoro
- Distribution : Lions Gate Entertainment
- Langue originale : anglais
- Durée : 97 minutes
- Pays de production :  États-Unis
- Format : couleur
- Date de sortie : 
  - États-Unis : 15 avril 2011 (sortie limitée en salles)

## Distribution
- Taylor Schilling : Dagny Taggart
- Grant Bowler : Henry Rearden
- Matthew Marsden : James Taggart
- Edi Gathegi : Eddie Willers
- Jsu Garcia : Francisco D'Anconia
- Graham Beckel : Ellis Wyatt
- Jon Polito : Orren Boyle
- Patrick Fischler : Paul Larkin
- Rebecca Wisocky : Lillian Rearden
- Michael Lerner : Wesley Mouch
- Neill Barry : Phillip Rearden
- Christina Pickles : Mère Rearden
- Paul Johansson : John Galt
- Joel McKinnon Miller : Herbert Mowen
- Armin Shimerman : Dr. Potter
- Navid Negahban : Dr. Robert Stadler
- June Squibb : Madame Hastings
- Michael O'Keefe : Hugh Akston
- Geoff Pierson : Michael 'Midas' Mulligan

## Commentaires
Atlas Shrugged: Part I est la troisième œuvre d'Ayn Rand adaptée au cinéma après La Source vive et Nous, les vivants (roman).
Bien que le titre suggère qu'il y aura plusieurs films pour couvrir le livre de 1100 pages, le tournage de ces suites est conditionné par le succès de ce premier volet.
Les droits d'adaptation cinématographiques ont été achetés en 2003 pour 1 million de dollars par le Baldwin Entertainment Group, l'entreprise des frères Baldwin qui a coproduit le film Ray. John Aglialoro, qui possédait ces droits auparavant, sera coproducteur. Lions Gate Entertainment a acquis les droits de distribution. James V. Hart a réalisé la première adaptation, scénario développé actuellement par Randall Wallace (l'auteur du scénario de Braveheart).
Un projet d'adaptation en une minisérie de 6 volets avait échoué dans les années 1990Modèle:Réf nécessaires.
La sortie américaine a rapporté au cinéma (hors vidéo et télévision) 4,5 millions de dollars, pour 20 millions dépensés.
Pour comparaison, le second volet a coûté 10 unités et a rapporté 3,3 unités, et le troisième 1 unité pour 5 investies.